# Nick Bollettieri
Nicholas James "Nick" Bollettieri, född 31 juli 1931 i Pelham, New York, död 4 december 2022 i Bradenton, Florida, var en amerikansk tennistränare som sedan 1975 drev en egen tennisakademi i Bradenton, Florida.
Bollettieri växte upp i den lilla staden Pelham tillsammans med sin far James och mor Mary, samt två syskon, Rita Mary (född 1926) och James Thomas (född 1936). Genomgång  sin fars kontakter med en präst flyttade Bollettieri 1949 till Mobile, Alabama, där han började studera på Springhill College, en romersk-katolsk skola för högre utbildning. Fyra år senare avlade han sin examen i filosofi och anslöt sig till armén. Kort därefter blev Bollettieri utbildad fallskärmsjägare och tjänstgöring följde därefter i bl.a. Japan.

## Tränarkarriär
Samtidigt kom Bollettieri i kontakt med tennisen. Trots hans mycket begränsade kunskaper började han ge tennislektioner i 
Miami. En av hans adepter var en ung Brian Gottfried, som sedermera nådde tredjeplatsen på singelvärldsrankingen och blev världsetta i dubbel. Bollettieri tillbringade sedan tre somrar som tränare i Ohio men återkom alltid till Florida på vintrarna. I Ohio mötte han Dora Pasarell, som hjälpte honom att få arbete som tränare på en välkänt resort på Puerto Rico, Dorado Beach Resort, som ägdes av Laurence Rockefeller. Bollettieri kom att träna resortens gäster under vintermånaderna i sjutton år. På somrarna arbetade han som tränare på Long Island.
1977 lämnade Bollettieri Puerto Rico för Colony Resort i Florida. 1981 var han med och startade en tennisakademi i Bradenton, Florida. Med hjälp av lånade pengar kunde anläggningen byggas på det som tidigare var ett tomatplantage. Namnet Nick Bollettieri Tennis Academy (NBTA) antogs 1987, samma år som Bollettieri själv köpte akademin och blev dess ordförande. Anläggningen attraherade omgående landets främsta juniorer som hade akademin som sin träningsbas. Bland spelarna Bollettieri tränade kan Jimmy Arias, Brad Gilbert, Monica Seles, Andre Agassi och Jim Courier nämnas.
Framgångarna fortsatte och under åren kom Bollettieri att arbeta på nära håll med lovande spelare. 1991 nådde Bollettieris tidigare adepter Boris Becker och Monica Seles position som världsettor. Samma år mottog Bollettieri priset som årets amerikanska tennistränare av USTA.

## Familjeliv
Bollettieri var gift åtta gånger och hade en son och fyra döttrar. Han var (sedan 2004) gift med Cindi Eaton.